# 高橋はるみ (ゲームクリエイター)
高橋はるみ（たかはし はるみ、1966年-）は、日本の元ゲームクリエイター、パソコン雑誌ライター。神奈川県横浜市出身。「ラブリー・ハウス」「フォーサイト企画部」に所属。北海道知事の高橋はるみと同姓同名だが、別人である。
初期のマイコン誌では『高橋晴美』と表記されているものもある。

## 人物
1980年代に当時のパソコン用のBASICを使用したゲーム作品を書籍、雑誌にて発表。後に不定期に『マイコンBASICマガジン』に寄稿、また、同誌の増刊号ではパソコン紹介のレビュー記事を執筆した。
発表作品はBASICによる比較的コードの短いプログラムが多く、ワンライン（BASICのコードをマルチステートメント化し、行番号が1行のみとしたコード）や1画面（PC-8001でいえばスクリーン表示の1画面40桁×25行に収まるコード）を指向したゲーム作品も発表している。パソコンを「○○（機種名）くん」と表現するなどの独特の書き回しや、「現役女子高生プログラマー」という触れ込みがあったことなども話題となった。
『PC-8001 はるみのゲームライブラリーPartII』では、日中高校に通いながら夜間に1画面プログラムを一日3本のペースで作り（さらに毎日日記もつけて）、途中発熱に見舞われながら、学校は休んでもプログラムは作り続け、3週間で63本のゲームを作り上げたなど常人とは思えない逸話が多い。
通っていた高校は校則が厳しく、アルバイトをしていることがわかっただけで退学であったが、当人の原稿料や印税などの収入が、どう処理されていたのかは明らかにされていない。
大衆的なパソコンゲームの関心が雑誌投稿などによる自作プログラムの発表作品から、アーケードゲーム、テレビゲーム、市販ソフトなどへと主軸が遷移するとともに自然消滅的に活動を停止している。
無類の風呂好きで、一日一回は風呂に入らないと気が済まない性格。また、大の犬嫌いとしても知られていた。
また、高橋ユキヒロの大ファンである。
「高橋はるみ」とは森巧尚のペンネームであるとの説や、森ではなくとも架空の人物であるとの説もあり、ネット上で論議されることがある。

## 主な著書
- 『はるみのゲーム・ライブラリー』（ナツメ社） - PC-6001用、PC-8001用、FM-7/8用
- 『はるみのゲーム・ライブラリーPARTII』（ナツメ社） - PC-6001用、PC-8001用、FM-7/8用
- 『はるみのプログラミング・レッスン』（ナツメ社） - PC-6001用、PC-8001用

## 関連人物
- 森巧尚 - 『マイコンBASICマガジン』にて高橋を主人公としたゲーム作品「STOP!はるみちゃん」（PC-8001版）を発表。以降は高橋の『はるみのゲーム・ライブラリー』の姉妹篇的な『森くんのゲーム・コレクション』（ナツメ社）を発表するなど、関連が大きい。